# Grupo de Cantares de Manhouce
O Grupo de Cantares de Manhouce é um grupo de música tradicional fundado em 1978, na localidade portuguesa de Manhouce, São Pedro do Sul.

## Os antecedentes
O Grupo teve como antepassado o Rancho Folclórico de Manhouce, criado em 1938, no contexto do Concurso da Aldeia Mais Portuguesa de Portugal, onde apresentou, na visita do júri, os cantares: Ó Prima Vamos P’ra Ceifa, Cachopas Olaré Cachopas e as danças Vira da Aldeia, Tirana e Tareio.
O rancho folclórico, embora com escassas atuações, manteve-se em atividade até 1960. A partir daí, devido à grande emigração, as danças deram lugar apenas aos cantares.
Isabel Silvestre juntou-se a outras duas mulheres para cantar a três vozes (o baixo, o raso e por riba) como é habitual naquela zona. Isabel Silvestre era a solista principal.
A carreira do grupo teve início com a participação no Festival de Folclore do Algarve, em 1978, a convite da Região de Turismo do Algarve.
A oportunidade para gravar surgiu após uma atuação do grupo em Lisboa. O primeiro disco, Cantares da Beira, foi editado em 1982.

## Os cantares
O Grupo de Cantares entoa, espontaneamente, cantigas tradicionais da sua terra que têm como principal característica serem cantadas a três vozes: baixo, raso e por riba, sem acompanhamento musical. Outras há que são acompanhadas por uma tocata.
As cantigas de Manhouce versam três temas fundamentais: o trabalho, a festa e as devoções.
A riqueza das suas cantigas foi reconhecida por musicólogos e etnólogos como Armando Leça, Fernando Lopes Graça e Michel Giacometti, que as recolherem, estando algumas registadas no Cancioneiro Popular Português.

## O repertório
O Grupo de Cantares apresenta dois tipos de repertório: um que abrange a composição completa do grupo, onde se ouve a conjugação de vozes, a ligação entre elas, outro que tem por base a música popular religiosa, com expressão polifónica, entoada por vozes femininas.
Os trages tradicionais de Manhouce tem duas fases destintas: o trabalho e a festa. O traje de festa e romarias da mullher é garrido, luxuoso, composto por uma saia preta de armur com barras de veludo no fundo, presa abaixo da cintura com uma cinta de lã preta.A sobrepor a saia,um avental azul, verde ou castanho etc... de armur ou lã tambem com fitas de seda ou de veludo ao fundo.A blusa pode ser em tons claros ou em tons mais escuros, muito elaborada com renda e pregas no peito. Na cabeça usa lenço de seda geralmente em tons de amarelo oiro e em cima um tico chapelinho preto de veludo com penas. Todo esse traje é realçado por muito "oiro" que ela ostenta no peito.
O homem veste calças e colete pretos, camisa de linho com acabamentos em azul ou verde, usa chapeu de aba larga.

## Comentários
«... em Portugal onde temos a Amália e o Grupo de Cantares de Manhouce...»
Miguel Esteves Cardoso, Expresso, fevereiro de 1985.
«Da magia do Coral de Manhouce se eleva, como uma branca auréola musical, a voz puríssima de Isabel Silvestre em que se ouve o mergulhar das águas maternas da origem.»
Natália Correia, em texto escrito em 1990 para a capa do LP Cantares

## Discografia[6]
- Cantares da Beira. Paço de Arcos: EMI - Valentim de Carvalho, 1982, 1991
- Aboio. EMI
- Cânticos Populares Religiosos. Lisboa: EMI - Valentim de Carvalho, 1985, 1994
- Vozes da Terra. Lisboa: EMI - Valentim de Carvalho, 1990
- O Melhor do Grupo de Cantares de Manhouce. EMI, 2001